# Abdourahmane Oumar Touré
 (février 2025).
Si vous disposez d'ouvrages ou d'articles de référence ou si vous connaissez des sites web de qualité traitant du thème abordé ici, merci de compléter l'article en donnant les références utiles à sa vérifiabilité et en les liant à la section « Notes et références ».
 (février 2025).
Pour les articles homonymes, voir Touré.
Abdourahmane Oumar Touré, né en 1962 à Bourem dans la région de Gao au Mali[réf. nécessaire], est ministre délégué auprès du ministre de l'Administration territoriale, de la Décentralisation et de l'Aménagement du territoire.

## Biographie
Ingénieur d'État en agronomie (option hydraulique agricole), il est diplômé respectivement de l'Institut polytechnique rural de formation et de recherche appliquée de Katibougou et l'Institut national de formation supérieur en agronomie d'Alger.[réf. nécessaire]

## Carrière
- Chef secteur de « l'Opération puits » à San
- Chargé de brigade topographique à la direction nationale du Génie rural,
- Chargé des études dans les régions de Tombouctou et Gao
- Chef de la division topographique à la direction régionale du Génie rural de Gao,
- Chef de la division infrastructure et équipement rural à la Direction régionale de l'aménagement rural de Gao.
- Directeur régional du Génie rural à Tombouctou,
- Conseiller technique au ministère de l'Agriculture, de l'Élevage et de la Pêche, chargé des aménagements et équipements ruraux

Abdourahmane Oumar Touré est membre de plusieurs associations de sa localité. Il parle français, anglais, songhaï et bambara.